# 野口みき
| 出身地   | 日本佐賀県鳥栖市                                                     |
| 生年月日 | 1970年2月17日                                                        |
| 血液型   | A型                                                                  |
| 最終学歴 | 国立大学法人福岡教育大学                                             |
| 職歴     | フリーアナウンサー →JAXA宇宙教育指導者 →クラファン総研株式会社取締役 |

野口 みき（のぐち みき、1970年2月17日 - ）は、東京都を拠点に活動する起業家。クラウドファンディングコンサルタント。
現在は、クラファン総研株式会社取締役、中小企業アドバイザー（中小機構）。
日本唯一のクラウドファンディング専門機関で、トップクラウドファンディングコンサルタントとして、官公庁や欧米展開の新事業展開をサポートしている。
中小企業アドバイザー、DXクラファンプロデューサー。元フリーアナウンサー、宇宙航空研究開発機構（JAXA）の宇宙教育指導者。血液型はA型。

## 経歴
佐賀県鳥栖市出身。福岡教育大学教育学部教育心理学科を卒業直後、1本のFM番組を機にフリーアナウンサーで起業。結婚と同時にW介護と子育てが重なり、番組を引退。
子育て中には、長期単身赴任・不登校生活の中、5年間ドイツ交換留学生・インターンシップ受入れをしている。
宇宙航空研究開発機構（JAXA）の宇宙教育指導者として10年間に数万人の親子を指導。設立し代表を務めた宇宙サイエンスの協会では認定講師を育成し協会アワードを３年連続受賞。
科学館や天文台のコンサルティングや宇宙を生かした地方創生に関わるなか、クラウドファンディングの第1人者と出会い、「クラファン×地方創生」の魅力を実感。2018年からクラウドファンディングコンサルタントをして、戦略コンサルティングを担当。

## 活動実績
- 2018年
  - 05月 - 世界初の試みで「佐賀の陣」クラウドファンデングの5起案を、1つの県から同日同刻に立ちあげる合同起案を成功させたプロジェクトで広報を担当。
  - 07月 - 佐賀県庁と締結している「クラウドファンディングの利活用に関する連携・協力協定」でクラウドファンディングコンサルタントとして活動。
  - 08月 - クラウドファンディングアドバイザーの呼称認定講座で、教材開発と人材育成を担当。
  - 10月 - クラウドファンディング総合研究所取締役に就任。佐賀ニューヨーク異業種交流会・東京ニューヨーク異業種交流会の司会を担当。
  - 11月 - 企画・開発したクラウドファンディングプラットホーム「クラファン.jp」のデモ運営を開始（現在サノス株式会社所有）
- 2019年
  - 04月 - 六本木ヒルズクラブで開催された「クラウドファンディング総合研究所年次総会」で企画・司会を担当。クラウドファンディング総合研究所にて、オンラインZOOMによる会議システムを構築。
  - 10月 - クラウドファンディングコンサルタントの呼称認定講座をクラウドファンディングにてスタート。ZOOMによる初のオンラインキックオフイベントを佐賀県から全国へ向けて開催。クラウドファンディングの第1人者と呼ばれている板越ジョージより、「クラウドファンディングワークショップ」を引継ぎ、オンラインとリアルで開催。
  - 11月 - クラウドファンディングコンサルタントのビジネス相談コミュニティー「コンサルタントサロン」を企画・スタート。
  - 12月 - 鳥栖商工会議所にて、クラウドファンディング講演会に講師として登壇。
- 2020年
  - 01月 - クラファン検定の教材開発。クラファン検定認定講師養成講座を開講。
  - 02月 - コロナ直後に、日本初の手袋産業からマスク産業を生み出す事業転換プロジェクトで、コンサルティングを担当し成功。
  - 03月 - 一般社団法人日本片づけ整理収納協議会のクラウドファンディングで、streamyardとYouTubeによるLive配信と、リアルによるキックオフイベントを開催。
  - 06月 - ニューヨーク異業種交流会・東京ニューヨーク異業種交流会のオペレターとして企画・ライブ中継をスタート。
  - 07月
    - クラウドファンディング総合研究所からの【コンサルティング事業】 【クリエイティブ事業】【海外進出支援事業】【教育事業】 4事業が譲渡。
    - クラファン総研株式会社が7月1日に東京都に設立。クラファン総研株式会社取締役に就任。
    - 公立大学法人長野大学環境ツーリズム学部にて、クラウドファンディングの講師を担当。

  - 08月
    - 人口270人の村に栗農業の村に1,000万円以上のDXとクラウドファンディング案件を成功に導く。プロジェクトチームよりコンサルタント2名を育成。このプロジェクトをモデルにクラウドファンディングの第1人者と呼ばれている板越ジョージが、『農業24次産業化』を提唱。
    - 経済産業省・中小企業庁「令和2年度 JAPANブランド育成事業海外展開支援」で支援パートナーに採択。群馬県：桐生のマスク、鹿児島県：鹿児島杉の組子、東京都：横浜スカーフを担当。
- 2021年
  - 04月 - オンライン表彰式「CRAFUN AWARD2021」を企画開催し司会を担当。
  - 07月 - 経済産業省・中小企業庁「令和3年度 JAPANブランド育成事業海外展開支援」で支援パートナーに採択。佐賀県：有田焼熊野筆、長野県：日本の発酵文化を担当。
  - 07月〜2022年3月 - 鹿児島県庁と、「令和3年度 これからの6次産業化等商品開発・販路拡大モデル育成事業・クラウドファンディングを活用した新商品開発の促進」の業務委託を締結し担当。
  - 10月〜2022年 - NEXT産業創造プログラムPBL型クラファンにて、コンサルティングを担当。（NEXTふくちやま産業創造事業クラファン連携モデル）
- 2022年
  - 01月 - 国立大学法人佐賀大学産学交流プラザに研究室を設立
  - 05月〜 - 鹿児島県庁と、「令和4年度 これからの6次産業化等商品開発・販路拡大モデル育成事業・クラウドファンディングを活用した新商品開発の促進の業務委託」を締結し担当。

## 過去の出演番組
- エフエム佐賀 「I wanna be No.1」、「Morning spec,」、「Knitting Favtory Club」
- 佐賀シティービジョン　「佐賀市立図書館Now」、「佐賀市広報番組　佐賀市から」
- NCC長崎文化放送　「唐津市・呼子町広報番組」
- CMナレーション　多数

## イベント・式典での活動経歴
- ジャパンエキスポ'96世界炎の博覧会
- 佐賀インターナショナルバルーンフェスタ
- サガン鳥栖
- 佐賀新聞主催　九州一周駅伝・さくらマラソン　開会・表彰・閉会式
- 佐賀競馬　開設記念競走など - 優勝騎手インタビュー・場内案内
- 九州国立博物館誘致・開館へ向けてのシンポジューム
- 若田宇宙飛行士　宇宙への応援イベントなど他多数
- エフエム佐賀&サウンドスピリッツ - パーソナリティー・リポーター養成セミナー　企画・担当
- 国立大学法人附属久留米小学校アナウンサーサークル講師 など、アナウンス講座多数

## 講演会・ 講師実績
- 佐賀県庁・鹿児島県庁・鳥栖商工会議所・桐生商工会議所
- 佐賀ベンチャーネットワーク
- 公立大学法人長野大学
- 独立行政法人 中小企業基盤整備機構（コンサルティング）
- 福知山公立大学（コンサルティング）